# Molntrast
Molntrast (Turdus plebejus) är en fågel i familjen trastar inom ordningen tättingar. Den förekommer i bergsskogar i Centralamerika. Beståndet anses vara livskraftigt.

## Utseende och läte
Molntrasten är en 23–26 cm lång trast med en vikt på 86 gram i genomsnitt. Fjäderdräkten är enhetligt olivbrun med svag vit streckning på strupen. Näbben är svart och benen mörkbruna. Ungfågeln liknar den adulta, men har beige eller orangefärgade streck på huvud och ovansida, på undersidan mörka fläckar. Sången är en rätt otypisk sång för trastar, ett mekaniskt och monotont "chip chip cher chip chip cher cher". Lätet är ett ljust "seee" eller "whip".

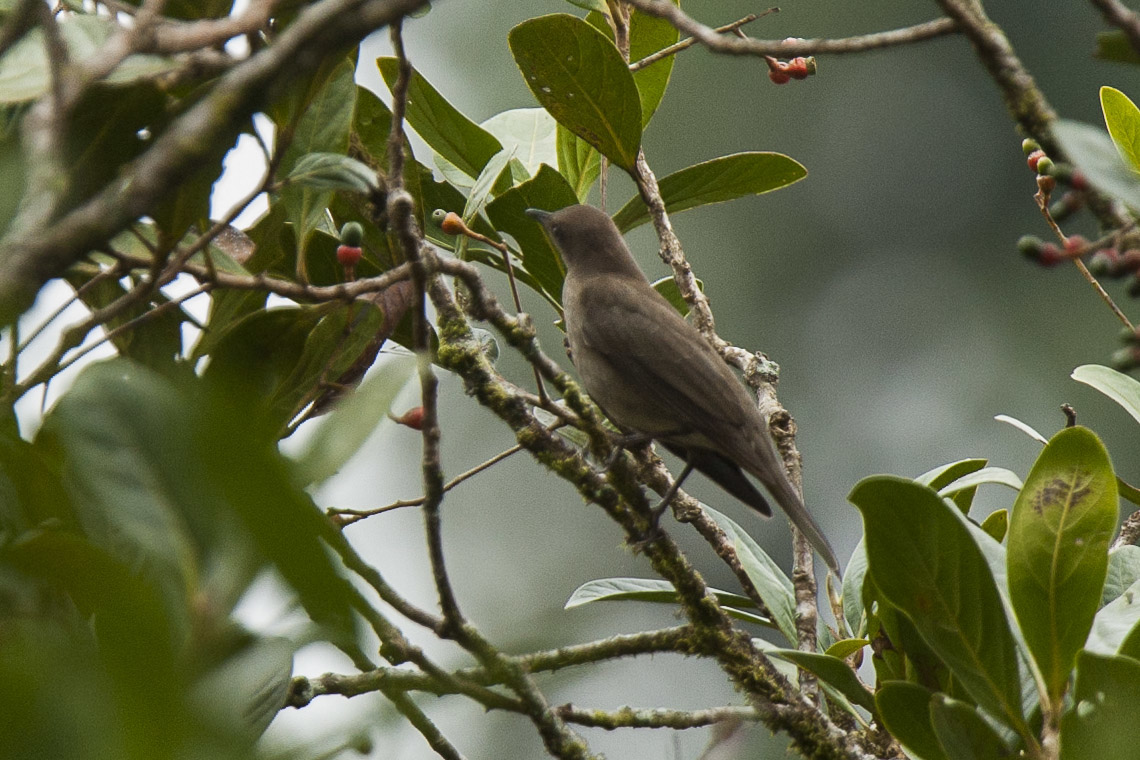

## Utbredning och systematik
Molntrast delas vanligtvis in i tre underarter som förekommer i bergstrakter med följande utbredning:
- Turdus plebejus differens – sydöstra Mexiko (sydöstligaste Chiapas) och Guatemala
- Turdus plebejus rafaelensis – El Salvador och Nicaragua
- Turdus plebejus plebejus – Costa Rica och västra Panama (Bocas del Toro och Chiriquí)

Vissa inkluderar rafaelensis i differens.

## Levnadssätt
Molntrasrasten hittas i högväxt bergskog och intilligande öppnare områden. Den föredrar ekskogar med rikt inslag av epifyter och mossor, vanligen från 1800 meters höjd till trädgränsen. Utanför häckningstid rör den sig i flockar så långt ner som till 900 meters höjd. Fågeln födosöker likt andra trastar på större grenar eller på marken, där den vänder torra löv på jakt efter småfrukter, insekter och spindlar. 

### Häckning
Molntrasten bygger ett rätt stort skålformat bo som fodras av gräs och smårötter. Det placeras gömt bland epifyter tre till tolv meter ovan mark på en trädgren. Honan lägger två till tre grönblå ägg utan fläckar mellan mars och juni.

## Status och hot
Arten har ett stort utbredningsområde och en stor population som anses bara stabil. Inga substantiella hot mot arten tros heller föreligga. IUCN kategoriserar därför arten som livskraftig (LC). Världspopulationen uppskattas till mellan 50 000 och 500 000 individer.

## Taxonomi och namn
Molntrasten beskrevs taxonomiskt som art år 1861 av Jean Louis Cabanis. Dess vetenskapliga artnamn plebejus betyder "ordinär", syftande på den rätt intetsägande fjäderdräkten. På svenska har arten även kallats bergstrast.